# Eleccions a l'Assemblea de Còrsega
Les Eleccions a l'Assemblea de Còrsega se celebren per a escollir per sufragi universal els 61 consellers membres de l'Assemblea de Còrsega. Inicialment estava previst que se celebressin cada cinc anys, com la resta d'eleccions regionals franceses, però l'estatut particular rebut en constituir-se com a Col·lectivitat Territorial de Còrsega (CTC) ha alterat la celebració d'aquesta convocatòria.

## Eleccions celebrades
- 1982
- 1984
- 1986
- 1987
- 1992
- 1998
- 1999
- 2004
- 2010